# 滑輪弓

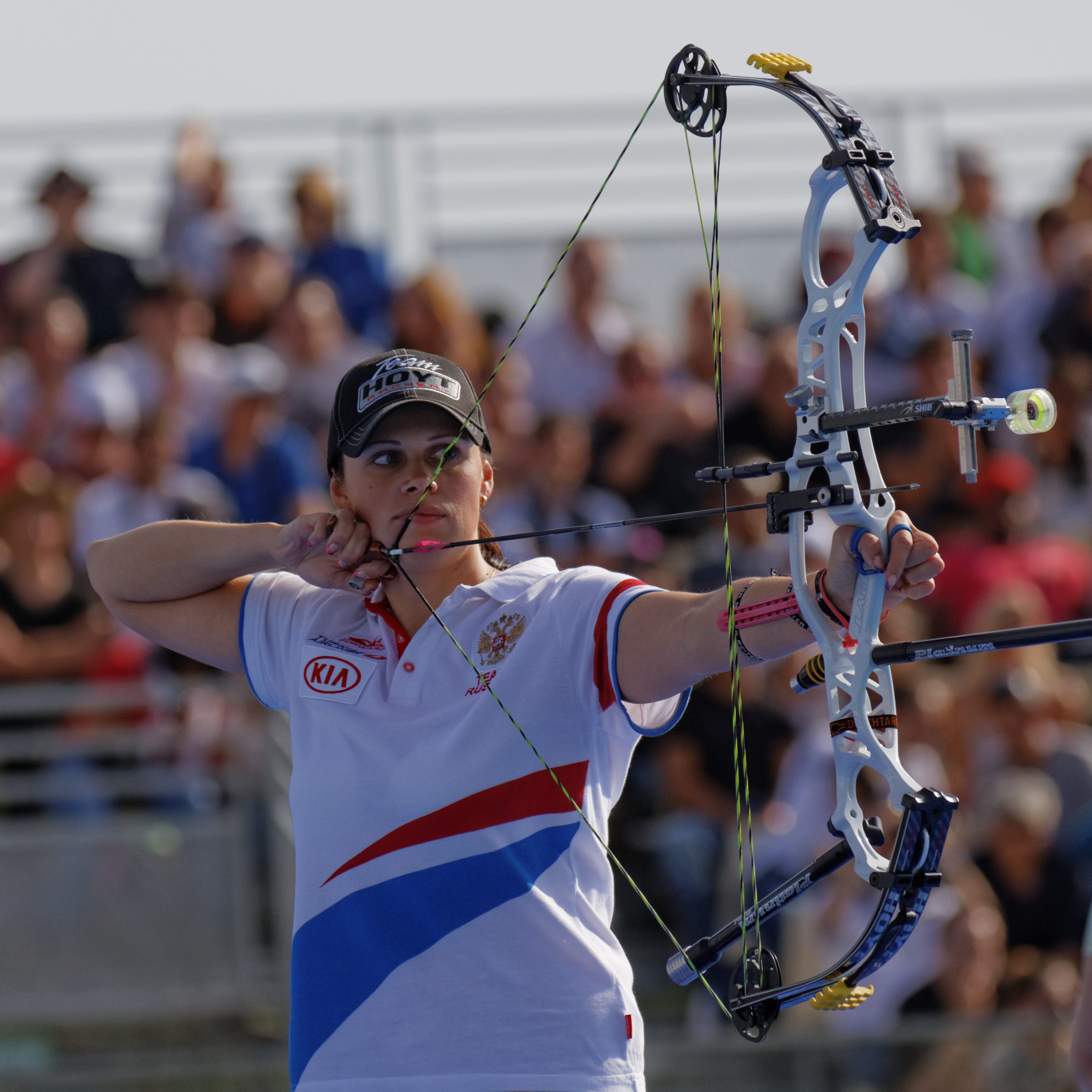

複合弓，又稱組合弓（英語：compound bow），滑輪弓，是一种利用滑輪的机械原理省力的弓，靠複合材料製作之彈簧板，支撐握把，弦線等組件所結合而成。1966年由美國人霍勒斯·威爾伯·艾倫發明。

## 結構
目前很多數廠商使用以複合材料製作的彈簧板，材質通常以玻璃纖維與碳纖維預浸環氧樹脂布料成型，藉由模具熱壓成形或纖維板加工成所需形狀來達到所需目的。
所用滑輪組成可分為四種：單凸輪（一個凸輪與一個圓惰輪）、雙凸輪（上下輪皆為凸輪）、混合式凸輪（兩個不對稱凸輪），或是二元凸輪所組成。
弓身握把部分則分成碳纖維、鎂合金、鋁合金所製造。
鎂合金目前則是採用壓鑄模具成形為最佳，但是後加工研磨須防止火花產生因為鎂活性高又遇水易產生氫氣造成氣爆。
鋁合金目前使用最廣常用的可分成壓鑄成形與cnc電腦銑床加工成形，後者單價成本高,故又有廠商開發節省鋁合金用料的鋁擠型方式成形，例如美國專利PAT US05335644所用的方式。另一種方式則使用分成二段或三段式加工在藉由定位銷(PIN)與螺絲組裝成形此種方式大多用在長度較長的握把上，使用此種方式的複合弓有美國 ALPINE ARCHERY、MARTIN ARCHERY、LIMBSAVER ARCHERY、KODIAK ARCHERY 等廠商。
弦線使用早期使用弦線分成搭箭弦（化學纖維材質）與輔助鋼索 Cable（現代已改由化學纖維取代，但還是延用舊有名稱 Cable），目前多數材質皆與防彈纖維有密切關係。